# Mangyŏngdae
Mangyŏngdae liegt in Nordkorea und ist ein kleiner Vorort zwölf Kilometer südwestlich von Pjöngjang und Ortsteil des Stadtbezirks Mangyŏngdae-guyŏk. Der Name bedeutet übersetzt: grüner Hügel (dae) der zehntausend (man) Landschaften (gyŏng) und bezieht sich auf den Ausblick vom Hügel am Taedong-Fluss.

## Geographie
Der Ortsteil grenzt im Süden an den Taedong und seinen Seitenarm Sunhwa. Im Süden des Orts befindet sich der Sunhwa-See, im Norden der Berg Song und im Osten der mit einer Aussichtsplattform versehene Mangyong-Hügel.

## Geschichte
Zwischen 1910 und 1945, als Korea Teil des Japanischen Kaiserreichs war, trug die Stadt offiziell den japanischen Namen Mankeidai (Kyūjitai-jap. 萬景臺), welches der sinojapanischen Aussprache der koreanischen Hanja entspricht.

## Gebäude und Einrichtungen

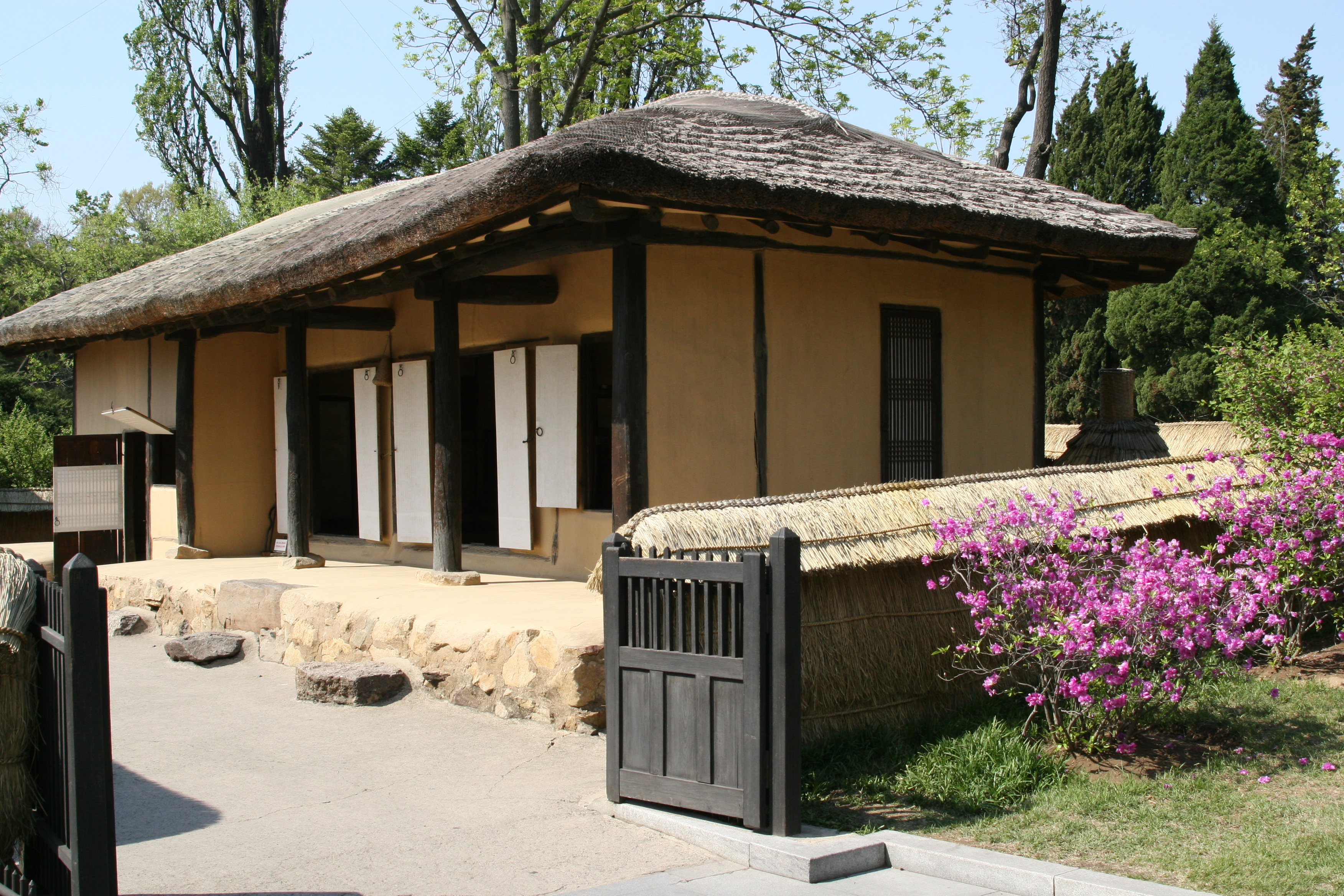
Geburtsort von Kim Il-sung

Bekannt wurde Mangyŏngdae als Geburtsort von Kim Il-sung, der hier auch seine Kindheit verbrachte.

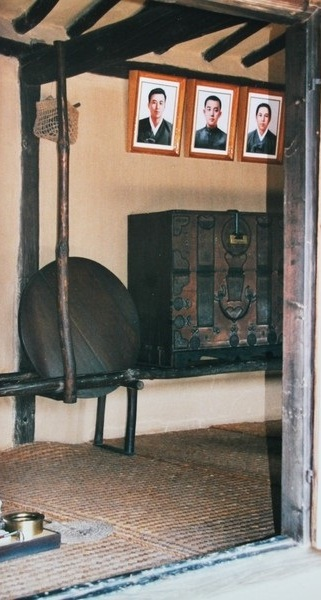
Innenansicht der Geburtsstätte von Kim Il-sung

 Im heutigen Nordkorea gilt der Ort deshalb als Wallfahrtsort und ist auf der Vorderseite des 1000-Won-Scheines abgebildet. Unweit davon liegt das 1970 zum 58. Geburtstag Kim Il-sungs eröffnete Mangyŏngdae-Revolutionsmuseum, in dem einige Hinterlassenschaften des Diktators aus der Zeit vor dem kommunistischen Umsturz ausgestellt sind. Auf dem höchsten Punkt des Mangyŏng-Hügel steht ein Pavillon, der als Aussichtspunkt auf die Skyline von Pjöngjang dient.
Des Weiteren zu besichtigen ist das Grab von Kim Po Hyon, dem Großvater Kim Il-Sungs und Ri Po Ik, der Großmutter.
Im Jahr 1948 nahm die ansässige Kim-Il-sung-Militäruniversität ihren Betrieb auf und gilt heute als die bedeutendste militärische Hochschule Nordkoreas. Es handelt sich dabei um eine weiterführende Schule zur Ausbildung von Offizieren der Koreanischen Volksarmee.
In unmittelbarer Nähe des Geburtsortes Kim Il-Sungs wurde 1982 in Mangyŏngdae ein Freizeitpark eröffnet (38° 59′ 41,4″ N, 125° 39′ 20,8″ O).

## Persönlichkeiten
- Kim Hyong-jik (1894–1926), Unabhängigkeitsaktivist während der japanischen Herrschaft